# La Malvenue
La Malvenue est un roman fantastique de Claude Seignolle, paru pour la première fois en 1952 chez Maisonneuve. Il a connu de nombreuses rééditions.

## Résumé
Dans la Sologne du début du siècle, coin de campagne reculé où persistent des superstitions d’un autre âge, une jeune fille envoûte tous ceux qui l’approchent par sa grâce et sa beauté. La sensualité qui accompagne chacun de ses gestes va bouleverser le quotidien, réveillant les vieilles culpabilités et tout un cortège de mauvais fantômes.